# セロ・カストール
セロ・カストール（Cerro Castor）は、アルゼンチンのスキー場で、全世界で最も南にあるスキー場である。

## 概要
1999年に開業する。ウシュアイア市街地より東に26kmの位置にあるクルンド山（Cerro Krundo）の南側斜面にある28のコースで成り立っている。位置は、南緯54度43分26.04秒で西経68度1分1.35秒である。
2014年現在、5つの4席スキーリフトが稼働している。T バーリフトが3機ある。コース総延長距離が、29.1kmである。FISコンチネンタルカップの公式戦の開催地にもなっている。
セロ・カストールの最高地点は、海抜1057mであり、最低地点は、海抜195mである。
標準的なスキーシーズンは、6月中旬から10月中旬までである。